# Xenillus lawrencei
Xenillus lawrencei är en kvalsterart som beskrevs av Balogh och Sandór Mahunka 1968. Xenillus lawrencei ingår i släktet Xenillus och familjen Xenillidae. Inga underarter finns listade i Catalogue of Life.